# 페가수스자리 IK
페가수스자리 IK(바이어 명명법 : IK Pegasi) 또는 HR 8210은 페가수스자리에 있는 쌍성계이다. 맨눈으로 관측할 수 있을 정도로 밝으며, 태양계에서 150 광년 정도 떨어져 있다.
페가수스자리 IK A는 A형 주계열성이며, 광도가 맥동하는 방패자리 델타형 변광성이다. 동반성인 페가수스자리 IK B는 무거운 백색 왜성, 즉 항성 진화의 끝에 다다라서 핵융합을 통해 에너지를 더 이상 생산해 낼 수 없는 항성이다. 두 별이 서로를 공전하는 주기는 21.7일이며, 둘 사이의 평균 거리는 3,100만 킬로미터(0.21 AU)로 태양과 수성 사이 거리보다 가깝다.
페가수스자리 IK B는 초신성이 될 가능성이 있는 항성들 가운데 태양계에서 가장 가깝다. IK A가 적색 거성으로 진화하기 시작할 때 쯤이면, IK A의 반지름이 커지고 IK A의 팽창된 기체 외피층이 IK B에 강착될 것으로 추측된다. 그렇게 되면 IK B는 찬드라세카르 한계인 1.44 M☉에 도달하여 폭발이 일어나 Ia형 초신성이 될 것이다.

## 관측
이 항성계는 1862년에 《본소천성표》(독일어: Bonner Durchmusterung)에서 “BD +18°4794B”라는 이름을 받았다. 이후 1908년에는 피커링이 《개정 하버드 광도측정성표》(Harvard Revised Photometry Catalogue)에 “HR 8210”라는 이름으로 기재했다. 이후 프리드리히 빌헬름 아르겔란더가 아르겔란더 명명법에 따라 "페가수스자리 IK"라고 이름붙였으며, 현재 이 명칭이 보편적으로 사용된다.
이 항성의 분광 사진 연구에서 쌍성계 특유의 흡수선 편이가 나타났다. 이 편이는 계를 구성하는 항성들이 관측자의 방향으로 다가왔다가 뒤로 물러나면서 흡수선의 파장에 도플러 효과가 발생할 때 생겨난다. 천문학자들은 이 편이를 측정함으로써 적어도 하나의 항성에 대한 상대적인 궤도 속도를 정할 수 있다. 1927년, 캐나다의 천문학자 윌리엄 에드문드 하퍼가 이 방법을 사용, 페가수스자리 IK의 단선분광쌍성 주기를 측정하고 21.724 일이라는 결과를 얻었다. 또한 하퍼는 궤도이심률을 0.027로 추측했다(후에 추정된 결과는 거의 0에 가까웠으며, 이것은 궤도가 원형이라는 것을 뜻한다). 속도 진폭은 41.5 km/s로 측정되었는데, 이 값은 태양계를 향한 시선에서 페가수스자리 IK A의 최대 속도이기도 하다.
페가수스자리 IK 계까지의 거리는 지구가 태양 주위를 공전하면서 별의 위치가 변하는 것처럼 보이는 연주 시차를 관측하여 측정할 수 있다. 히파르코스 우주선은 매우 정밀한 측정으로 페가수스자리 IK까지의 거리를 약 150 ly(정확도 ±5 ly)으로 추측해 냈다. 또한 히파르코스는 페가수스자리 IK 계의 고유 운동을 측정했다. 고유 운동이란 항성이 우주 공간을 이동하기 때문에 생기는 작은 각운동이다.

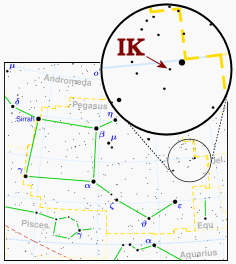
성도에서 페가수스자리 IK의 위치.

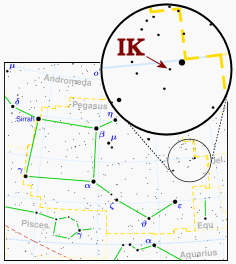
성도에서 페가수스자리 IK의 위치.

이 항성계의 거리와 고유 운동의 조합을 이용해 페가수스자리 IK의 횡방향속도가 16.9 km/s로 측정되었다. 세 번째로 태양에서 바라본 시선 속도는 항성스펙트럼의 평균 적색 편이(또는 청색 편이)를 이용해 계산할 수 있다. 《윌슨 시선 속도 항성 목록》(General Catalogue of Stellar Radial Velocities)에는 이 항성계의 시선 속도가 -11.4 km/s로 등재되어 있다. 두 값을 조합하면 태양에 대한 상대적 공간 속도는 20.4 km/s로 얻어진다.
허블 우주 망원경이 쌍성계를 구성하는 두 항성을 각각 촬영하려 했지만 두 항성의 거리가 너무 가까워 구별할 수 없었다. 1998년에는 극자외선 우주 망원경을 이용한 보다 정확한 관측으로 궤도 주기를 21.72168 ± 0.00009 일로 계산해냈다. 이 항성계의 궤도면 경사각은 지구에서 보았을 때 거의 90°에 가까울 것으로 추측된다. 만약 그렇다면 식을 관측할 수도 있을 것이다.
천구에서 페가수스자리 IK 계의 적경과 적위는 각각 21시 26분 26.6624초, +19° 22′ 32.304″이다.

## 페가수스자리 IK A
헤르츠스프룽-러셀 도표(HR 도표)는 항성의 색지수에 대한 광도를 정리한 도표이다. 페가수스자리 IK A는 현재 주계열성의 상태에 있다. 주계열성이란 HR 도표 상에서 거의 선형의 그룹을 이루고 있으며, 수소 핵융합을 하는 항성을 가리키는 용어다. 그와 동시에 페가수스자리 IK A는 HR 도표 상에서 거의 수직인 좁은 띠 위에 존재하며, 이 띠를 불안정띠라고 한다. 이 띠 위에 존재하는 항성들은 일관적으로 진동하여 항성의 광도에 주기적인 맥동을 일으킨다.

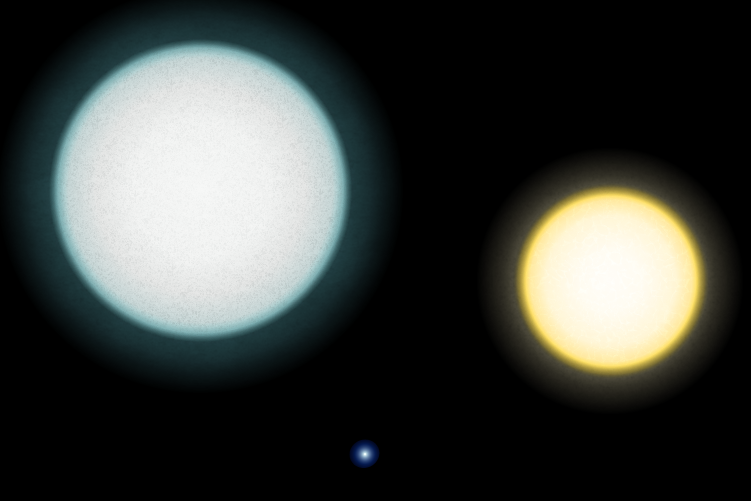
페가수스자리 IK A(왼쪽)와 B(중간 아래) 그리고 태양(오른쪽)의 상대적인 크기.

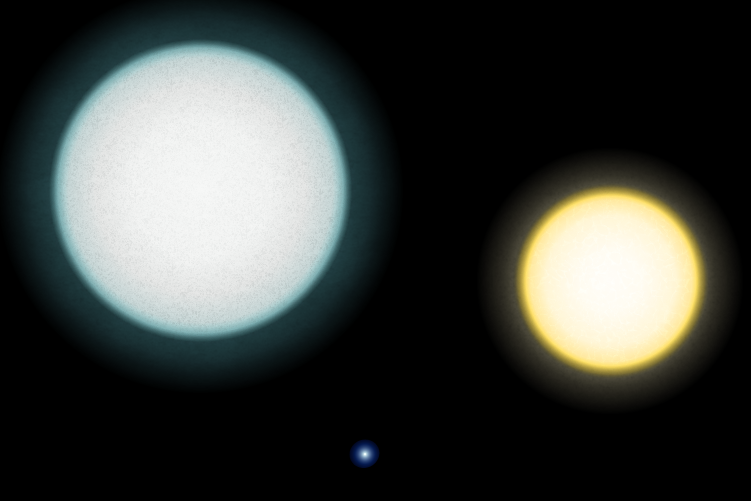
페가수스자리 IK A(왼쪽)와 B(중간 아래) 그리고 태양(오른쪽)의 상대적인 크기.

맥동이 일어나는 까닭은 항성의 외부 대기 중 일부가 특정 원소들의 불완전한 이온화로 인해 광학적으로 두꺼워 지기 때문이다. 이를 카파 메커니즘(κ-mechanism)이라고 한다. 카파 메커니즘에 관여하는 원자들은 전자를 잃고 이온화 하면서 증가한 에너지를 흡수하는 것으로 보인다. 에너지를 흡수하면 온도가 높아져서 가스가 팽창하였다가, 이온화 정도가 떨어지고 에너지를 잃게 되면 냉각되어 다시 줄어든다. 이러한 순환으로 인해 항성의 대기는 주기적으로 맥동하고, 광도도 변화하게 된다.
주계열을 가로지르는 불안정띠에 위치한 항성들을 방패자리 델타 변광성이라고 부르는데, 변광성인 방패자리 델타가 이 부류의 전형적인 예이기 때문이다. 방패자리 델타 변광성은 일반적으로 분광계급 A2에서 F8까지, 항성광도계급은 III(준거성)에서 V(주계열성)까지 분포해 있다. 이 부류의 변광성들은 0.025 ~ 0.025의 맥동률을 가지는 단주기 변광성이다. 방패자리 델타 변광성은 태양의 구성 원소와 비슷한 성분이 풍부하며(중원소 함량의 항성종족 1 참조) 질량은 1.5 ~ 2.5 M☉이다. 페가수스자리 IK A의 맥동률은 하루에 22.9회(0.044일동안 1회)로 측정되었다.
천문학자들은 헬륨보다 큰 원자 번호를 가진 화학 원소의 존재도로 항성의 중원소함량을 결정한다. 항성의 대기를 분광 분석하여 얻어낸 것을 계산된 항성 모형들에서 기대되는 값과 비교하여 측정한다. 페가수스자리 IK A의 경우, 예상 금속 존재도는 [M/H] = +0.07 ± 0.20이다. 이 값은 수소(H)에 대한 금속 원소들(M)의 비율의 대수에서 태양의 금속 비율의 대수를 빼서 구한다. 만약 항성의 금속 존재도가 태양의 것과 일치하면 이 값은 0 이 된다. 대수 값이 0.07인 경우 실제 금속 비율은 1.17에 해당한다. 즉, 태양의 금속 비율을 1로 하였을 때, 태양보다 금속 원소가 약 17% 더 많다. 그러나 이러한 계산은 오차 범위가 상대적으로 크다는 문제점이 있다.
페가수스자리 IK A같은 A형 주계열성의 스펙트럼에서는 393.9 nm 파장에서 나타나는 이온화된 칼슘의 K선 등 이온화된 금속들의 흡수선과 함께 수소의 발머선이 두드러지게 나타난다. 페가수스자리 IK A의 스펙트럼은 "한계 Am"(Am:)으로 분류되는데, 이것은 분광형이 A형 항성의 분광 특징을 나타내지만 가장자리에 금속선이 나타난다는 것을 의미한다. 즉, 이 항성의 대기는 일반적인 금속 동위 원소의 흡수선보다 약간(하지만 이례적으로) 더 잘 나타난다. Am 분광형의 항성은 일반적으로 질량이 비슷한 항성들이 쌍성계를 이루고 있는 것들인데, 페가수스자리 IK도 그러하다.
A형 분광형의 항성들은 태양보다 뜨겁고 무겁다. 그러나 주계열상에 머무르는 기간은 그만큼 짧아져 결과적으로 수명이 태양보다 짧다. 1.65 M☉의 페가수스자리 IK A와 비슷한 질량을 가진 항성이 주계열성의 상태로 머무르는 기간은 2 ~ 3 × 109 년 정도로, 현재 태양 나이의 절반 정도이다.
질량의 측면에서 보면, 상대적으로 젋은 알타이르가 페가수스자리 IK A와 비슷한 항성 중 태양에서 가장 가까이 있는 항성이다. 알타이르의 질량은 약 1.7 M☉이다. 전체 쌍성계는 근처의 시리우스 항성계와 몇가지 유사점이 있는데, 시리우스도 A형 항성과 백색 왜성이 쌍성계를 이루고 있다. 하지만 시리우스 A가 페가수스자리 IK A보다 질량이 더 나가고 동반성의 궤도도 반장축이 20 AU로 더 크다.

## 페가수스자리 IK B
IK A의 동반성은 고밀도의 백색 왜성이다. 이 부류의 항성체는 항성 진화상에서 수명의 끝에 다다른 별이며, 더 이상 핵융합을 이용해 에너지를 생성하지 못한다. 대신 통상의 백색 왜성은 꾸준히 저장된 열과 같은 초과 에너지를 방출하고 있으며 그 결과 수십억 년의 세월에 걸쳐 서서히 식고 어두워져 간다.

### 항성 진화

적색 거성으로 부풀어올라 동반성을 일시적으로 집어삼키는 페가수스자리 IK B.

적색 거성으로 부풀어올라 동반성을 일시적으로 집어삼키는 페가수스자리 IK B.

중소 질량(11 M☉ 이하)의 항성들은 대부분 핵융합 연로를 모두 소진하고 백색 왜성으로서 그 최후를 맞이한다. 항성들은 일생 대부분을 주계열성 상태에서 에너지를 소비한다. 주계열 상태에서 보내는 시간은 항성의 질량에 따라 결정되어, 질량이 증가할수록 수명은 감소한다. 요컨대 페가수스자리 IK B가 동반성 A보다 먼저 백색 왜성으로 진화하기 위해서는 B의 질량이 A보다 컸어야 한다. 페가수스자리 IK B의 옛날 질량은 6 ~ 10 M☉ 정도였을 것으로 추측된다.
페가수스자리 IK B의 원형 별은 핵의 수소 연료를 모두 소모하고 적색 거성으로 진화했다. 핵의 안쪽은 중심핵을 둘러싼 껍질에서 수소 핵융합이 일어날 때까지 찌그러들었다. 온도가 올라감에 따라 항성의 외피는 주계열성 때의 반지름의 백여 배로 부풀어올랐고, 이후 핵이 헬륨 핵융합이 일어날 수 있는 온도와 압력에 도달한 항성은 짜부라들어 H-R 도표상에서 거의 수평한 선을 이루는 항성들의 범주인 수평가지항성(HB)으로 변했다. 헬륨 핵융합의 결과 핵에는 탄소와 산소가 쌓였다. 핵의 헬륨마저 모두 소모되고 항성은 점근거성가지항성(AGB, H-R 도표에서 오른쪽 위에 위치한다)으로 변화했다. 만약 항성의 질량이 충분했다면 탄소 핵융합이 일어나 산소, 네온, 마그네슘을 만들어냈을 것이다.
적색 거성이나 AGB 항성의 외피는 태양의 수백배까지 부풀어 오르는데, AGB 항성 미라의 경우 그 반지름이 약 5 × 108 km (3 AU)나 된다. 이 수치는 현재 페가수스자리 IK를 구성하는 두 항성 A와 B 사이의 평균 거리의 범위를 훨씬 넘어서기 때문에 이 기간동안 두 항성은 외피층을 공유했을 것이다. 그 결과, 페가수스자리 IK A의 외부 대기의 동위원소들이 강화되었을 것이다.

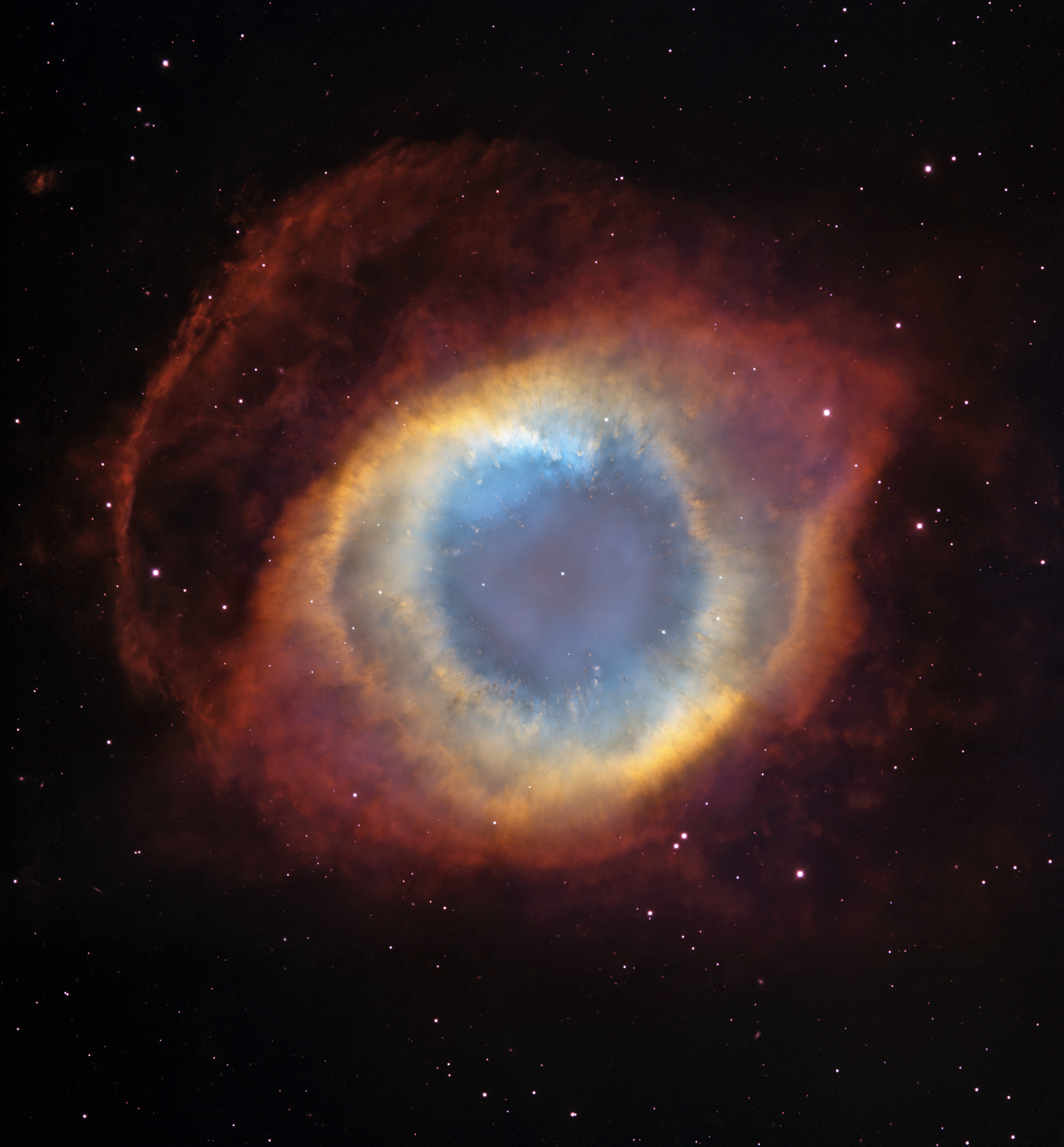
나선 성운은 항성이 백색 왜성으로 진화하면서 형성되었다.
NASA & ESA 사진

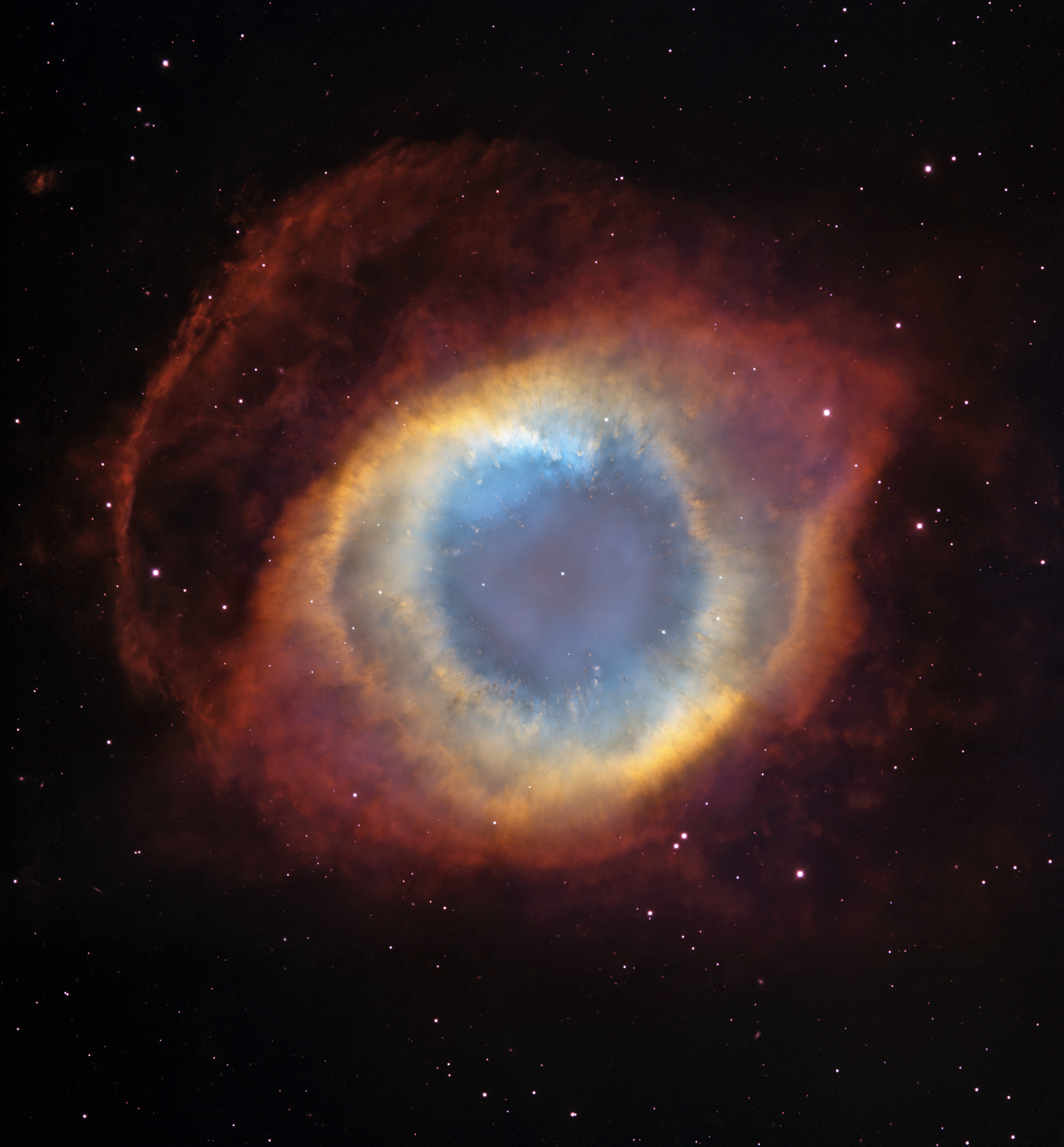
나선 성운은 항성이 백색 왜성으로 진화하면서 형성되었다.
NASA & ESA 사진

산소-탄소(또는 산소-마그네슘-네온)의 핵이 형성되고 얼마 뒤 핵을 중심으로 두 개의 껍질부에서 열핵반응융합이 일어난다. 수소는 가장 바깥쪽의 껍질에서 불타기 시작하고, 핵의 주위에서는 헬륨이 핵융합을 일으킨다. 그러나 이 이중 껍질 단계는 불안정하기 때문에 열적 펄스를 일으키고, 그 결과 항성의 외피층에서 대량의 물질 분출이 일어난다. 분출된 물질들은 막대한 양의 물질구름을 형성하는데, 이것을 행성상 성운이라고 부른다. 수소 외피의 일부 파편을 제외한 모든 물질들이 항성에서 날아가고, 원래 핵을 구성했던 찌꺼기들이 남아 백색 왜성이 된다.

### 구성과 구조

이 도표는 이론상의 백색 왜성의 반경과 질량의 관계를 나타낸다. 녹색 곡선은 상대론적 전자 가스 모델이다.

이 도표는 이론상의 백색 왜성의 반경과 질량의 관계를 나타낸다. 녹색 곡선은 상대론적 전자 가스 모델이다.

페가수스자리 IK B의 내부는 거의 모두가 탄소와 산소로 이루어진 것 같다. 또는 B가 진화과정에서 탄소 연소를 거쳤다면 산소와 네온의 핵과 함께 탄소와 산소로 이루어진 맨틀을 가지고 있을 것이다. 둘 중 어느 경우든 IK B는 항성 분류상에서 DA형으로 분류되기 때문에 가장 바깥층에 거의 순수한 수소로 이루어진 대기층이 있을 것이다. 또한 높은 원자 질량 때문에 외피부의 헬륨은 수소층 아래로 가라앉아 있는 것으로 보인다. 전자 축퇴압은 주어진 부피 속에 채워질 수 있는 물질의 양을 제한하는 양자역학적 효과로, 이 힘이 IK의 전체 질량을 유지시키고 있다.
페가수스자리 IK B의 질량은 약 1.15 M☉으로 추측되며, 이는 백색 왜성 중에서도 질량이 큰 편이다. 아직 그 반지름을 정확히 관측한 바는 없지만 백색 왜성의 질량과 반경 사이의 이론적 관계를 통해 태양반경의 약 0.6%(지구반경의 66%)로 추측해낼 수 있다.(태양반경의 0.72%라는 연구결과도 있기 때문에 이 결과에는 어느 정도의 오차가 포함된 것으로 보인다) 따라서 이 항성은 지구보다 작은 부피에 태양보다 큰 질량이 쑤셔넣어져 있으며 그 결과 극도의 고밀도 환경이 형성된다.
육중하고 조밀한 백색 왜성은 매우 큰 표면 중력을 형성한다. 천문학자들은 중력의 상용로그를 취해 그 값을 CGS 단위계로 나타내 log g라고 한다. 페가수스자리 IK B의 log g는 8.95이다. 그에 비해 지구의 log g는 2.99이다. 즉, 페가수스자리 IK의 표면 중력은 지구의 중력의 90만 배 이상에 달한다.
페가수스자리 IK B의 표면 온도는 약 35,500 ± 1,500 K으로 추측되며, 강력한 자외선 복사를 내보내고 있다. 정상적인 상태가 지속되면 이 백색 왜성은 수십억 년 이상의 기간동안 식어갈 것이며 반지름은 거의 변하지 않은 상태로 남을 것이다.

## 페가수스자리 IK의 미래
1993년에 데이비드 워나코트, 배리 J. 켈레트, 그리고 데이비드 J. 스트릭랜드는 페가수스자리 IK 항성계가 Ia형 초신성이나 격변 변광성으로 진화할 후보인 것으로 확인했다. 불과 150 광년 떨어져 있는 페가수스자리 IK는 지금까지 알려진 것들 중 지구에 가장 가까운 초신성 후보이다. 그러나, 페가수스자리 IK가 초신성으로 변화할 환경이 만들어질 때쯤이면, 이 항성계는 지구에서 꽤 먼 곳으로 이동할 것이다. 그래도 아직 위험의 소지가 남아 있기는 하다.

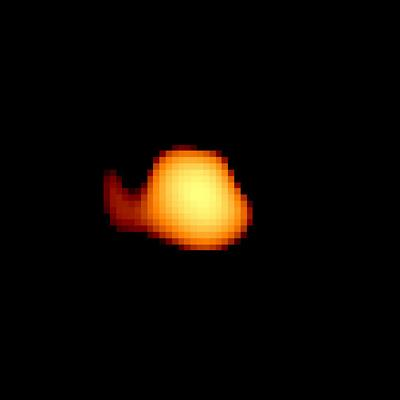
맥동하는 점근 거성 가지(AGB) 항성 미라를 촬영한 허블 우주 망원경 사진.

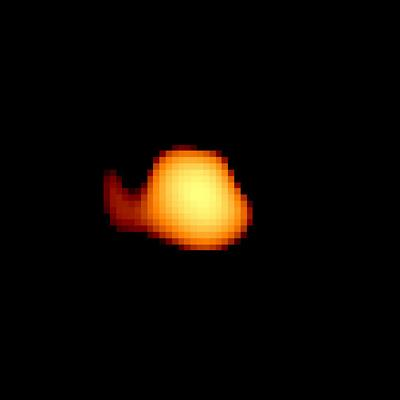
맥동하는 점근 거성 가지(AGB) 항성 미라를 촬영한 허블 우주 망원경 사진.

미래의 어느 시점이 되면 페가수스자리 IK A는 자신의 중심부에 있는 수소 연료를 다 써버린 뒤 주계열을 벗어나 적색 거성으로 진화할 것이다. 적색 거성으로 진화함으로써 A의 부피는 원래 반경의 100 배 이상으로 늘어날 것이다. 페가수스자리 IK A가 동반성의 로슈엽으로 외피가 흘러들어갈 정도로 부풀어 오르면 기체 상태의 강착 원반이 페가수스자리 IK B의 주위로 형성될 것이다. 주로 수소와 헬륨으로 이루어진 이 기체는 서서히 B의 표면에 흡수되어갈 것이고 이 질량 이동 때문에 두 항성 간의 상호 궤도는 오그라들 것이다.
백색 왜성 B의 표면에서는 부착된 기체가 압축되고 뜨거워질 것이다. 부착된 기체가 수소 핵융합이 일어날 수 있는 환경에 다다르면, 열폭주가 일어나 기체 일부가 표면에서 달아날 것이다. 이렇게 되면 정기적으로 일어나는 신성 폭발, 즉 격변 변광성이 되고, 백색 왜성 B의 광도는 급격히 상승하여 수일 또는 수 개월의 주기를 가지고 실시등급의 변화가 있을 것이다. 이렇게 적색 거성과 백색 왜성이 쌍성계를 이루는 항성계의 형태를 뱀주인자리 RS 쌍성계라고 부른다. 뱀주인자리 RS는 정기적인 신성이 되어 최소 6번 폭발했으며, 그때마다 폭주 폭발을 일으키기 위해 필용한 만큼의 임계량의 수소가 부착되었을 것이다. 페가수스자리 IK B도 비슷한 패턴을 겪을 것이다. 하지만 질량을 축적시키기 위해서 부착된 기체의 일부만 분출될 것이고 매 주기마다 백색 왜성 B의 질량은 꾸준히 증가할 것이다. 그러므로 되풀이하며 신성으로서 폭발해도 페가수스자리 IK B의 외피는 계속해서 성장할 것이다.
백색 왜성이 신성으로 폭발하지 않고 서서히 질량을 축적하는 모형을 근접쌍성 초연엑스선원(Close-binary Super soft X-ray Source, CBSS) 모형이라고 부른다. 이 시나리오에서는 이웃 별에서 백색 왜성으로 질량이 이동하는 비율이, 이동한 수소를 열핵융합으로 소비하여 헬륨을 생산함으로써, 별 표면에서 융합 연소가 꾸준히 일어날 수 있을 정도로 유지된다. 이런 초연원(super-soft sources)의 종류로는 표면 온도가 매우 높고(0.5 × 106 ~ 1 × 106 켈빈) 큰 질량을 가진 백색 왜성들이 꼽힌다.
백색 왜성의 질량이 1.44 M☉의 찬드라세카르 한계에 가까워지면 더 이상 그 형체가 전자 축퇴압으로 유지되지 못하고 붕괴하게 된다. 핵이 주로 산소, 네온, 마그네슘으로 이루어진 경우 붕괴한 백색 왜성은 중성자별이 된다. 이 경우 항성 질량의 일부만이 분출될 것이다. 그러나 핵이 주로 탄소로 이루어져 있다면 증가하는 압력과 온도 때문에 찬드라세카르 한계에 도달하기 전에 중심에서 탄소 핵융합이 시작된다. 그 결과, 항성은 짧은 시간동안 자기 대부분을 소비해버리는 핵융합 폭주(runaway nuclear fusion)를 일으킨다. 결국 백색 왜성은 격변 변광성의 굴레를 벗고 Ia형 초신성이 되어 대폭발을 일으킬 것이다.
페가수스자리 IK A가 짧은 시간 안에 적색 거생으로 진화할 것으로 보이지는 않지만, 이런 초신성 폭발은 지구의 생명체에게도 위협을 끼칠 수 있다. 앞에서 살펴봤다시피, 이 별의 태양에 대한 상대 공간 속도는 20.4 km/s이다. 이 정도 속도라면 14,700년마다 1 광년씩 움직이게 될 것이고, 5백만 년 정도 시간이 흐른 뒤에는 이 별은 태양에서 500 광년 이상 떨어져 있을 것이다. Ia형 초신성이 1천 파섹(3,300 광년) 이내에서 폭발하면 지구에 어떤 영향을 미칠 것 같지만, 육상 생물권에 구체적인 피해를 입히려면 10 파섹(약 30 광년)이내에서 폭발해야 한다.
초신성이 폭발하면, 페가수스자리 IK A의 잔해는 쌍성계를 이루고 있던 때의 최종 속도를 계속해서 가지게 된다. 이로 인한 상대 속도는 100~200 km/h 정도로 매우 빠르며, 우리 은하에서 가장 속도가 빠른 천체 중 하나가 될 것이다. 동반성인 백색 왜성도 폭발로 인해 질량을 일부 소실하고, 우주 공간으로 퍼져 나가는 초신성 잔해들 사이에 일종의 틈새를 만들 것이다. 그렇게 되면 페가수스자리 IK B는 홀로 남아 단일 백색 왜성이 될 것이다. 한편, IK A의 초신성 폭발로 만들어진 초신성 잔해는 계속해서 우주 공간으로 확산되고, 결과적으로 주위를 둘러싼 성간 매질과 하나가 되어 사라질 것이다.

## 같이 보기
- 항성 목록

### 내용주
1. ↑  1 AU는 태양~지구 사이의 거리이다.
2. ↑  《본소천성표》는 1859년부터 1903년까지 본 천문대에서 작성한 소천성표이다. - Bonner Durchmusterung 보관됨 2007-04-10 - 웨이백 머신 at VizieR Service, Centre de Données astronomiques de Strasbourg
3. ↑  알짜 고유 운동은 다음과 같다:
{\displaystyle {\begin{smallmatrix}\mu ={\sqrt {{\mu _{\delta }}^{2}+{\mu _{\alpha }}^{2}\cdot \cos ^{2}\delta }}=77.63\,\end{smallmatrix}}} mas/y.
여기서 {\displaystyle \mu _{\alpha }}와 {\displaystyle \mu _{\delta }}는 각각 적경과 적위의 고유 운동의 분력이다. 이에 따른 횡방향속도는 다음과 같다:
{\displaystyle {\begin{smallmatrix}V_{t}=\mu \cdot 4.74d\,(\operatorname {pc} )=16.9\,\end{smallmatrix}}} km.
여기서 {\displaystyle d}는 거리로, 단위는 파섹이다.[17]
4. ↑  피타고라스의 정리에 의해 알짜 속도는 다음과 같다:

{\displaystyle {\begin{smallmatrix}V={\sqrt {{V_{r}}^{2}+{V_{t}}^{2}}}={\sqrt {11.4^{2}+16.9^{2}}}=20.4\,\end{smallmatrix}}} km/s.
여기서 {\displaystyle V_{r}}는 시선 속도이고, {\displaystyle V_{t}}는 횡방향속도이다.
5. ↑  적색 거성의 껍질부에서 삼중 알파 반응에 의해 갑자기 많은 양의 에너지가 방출되는 현상.
6. ↑  백색 왜성들의 평균 질량은 0.58 M☉ 근처에 좁게 분포되어 있다.[37] 1 M☉ 이상의 질량을 갖는 백색 왜성들은 전체 백색 왜성의 2%에 불과하다.
7. ↑  {\displaystyle {\begin{smallmatrix}R_{\star }=0.006\cdot (6.96\times 10^{8})\,{\mbox{m}}\;\approx 4,200\,\end{smallmatrix}}} km.
8. ↑  지구의 표면 중력은 9.780 m/s2, 또는 cgs 단위계로 978.0 cm/s2이다. 고로:

{\displaystyle {\begin{smallmatrix}\log \ \operatorname {g} =\log \ 978.0=2.99\end{smallmatrix}}}
중력의 대수값의 비율은 8.95 - 2.99 = 5.96. 고로:

{\displaystyle {\begin{smallmatrix}10^{5.96}\approx 912,000\end{smallmatrix}}}
9. ↑  빈의 변위법칙에 따르면, 이 온도에서 흑체의 최대 방사 파장은:

{\displaystyle {\begin{smallmatrix}\lambda _{b}=(2.898\times 10^{6}\operatorname {nm\ K} )/(35,500\ \operatorname {K} )\approx 82\,\end{smallmatrix}}} nm
으로, 전자기 스펙트럼의 원자외선 부분에 해당한다.

### 참조주
1. 1 2 3 4 5 6 7 8
2. 1 2 3 4
3. 1 2 3  Kurtz, D. W. (1978). “Metallicism and pulsation - The marginal metallic line stars”. 《Astrophysical Journal》 221: 869–880. doi:10.1086/156090. 2007년 5월 14일에 확인함.
4. 1 2 3
5. 1 2 3 4 5 6 7  Barstow, M. A.; Holberg, J. B.; Koester, D. (1994). “Extreme Ultraviolet Spectrophotometry of HD16538 and HR:8210 Ik-Pegasi”. 《Monthly Notices of the Royal Astronomical Society》 270 (3): 516. 2007년 5월 15일에 확인함.
6. 1 2 3 4 5 6 7 8  D. Wonnacott, B. J. Kellett, B. Smalley, C. Lloyd (1994). “Pulsational Activity on Ik-Pegasi”. 《Monthly Notices of the Royal Astronomical Society》 267 (4): 1045–1052. 2007년 4월 14일에 확인함.
7. 1 2
8. 1 2 3 4 5
9. 1 2  Vennes, S.; Christian, D. J.; Thorstensen, J. R. (1998). “Hot White Dwarfs in the Extreme-Ultraviolet Explorer Survey. IV. DA White Dwarfs with Bright Companions”. 《The Astrophysical Journal》 502 (2): 763–787. doi:10.1086/305926. 2008년 9월 16일에 확인함.[깨진 링크(과거 내용 찾기)]
10. 1 2 3 4  Wonnacott, D.; Kellett, B. J.; Stickland, D. J. (1993). “IK Peg - A nearby, short-period, Sirius-like system”. 《Monthly Notices of the Royal Astronomical Society》 262 (2): 277–284. 2007년 5월 15일에 확인함.
11. ↑  Pickering, Edward Charles (1908). “Revised Harvard photometry : a catalogue of the positions, photometric magnitudes and spectra of 9110 stars, mainly of the magnitude 6.50, and brighter observed with the 2 and 4-inch (100 mm) meridian photometers”. 《Annals of the Astronomical Observatory of Harvard College》 50: 182. 2007년 5월 14일에 확인함.
12. ↑  Staff. “Spectroscopic Binaries”. University of Tennessee. 2007년 6월 9일에 확인함.
13. ↑  Harper, W. E. (1927). “The orbits of A Persei and HR 8210”. 《Publications of the Dominion Astrophysical Observatory》 4: 161–169. 2007년 5월 14일에 확인함.
14. ↑  M. A. C. Perryman, L. Lindegren, J. Kovalevsky, E. Hoeg, U. Bastian, P. L. Bernacca, M. Crézé, F. Donati, M. Grenon, F. van Leeuwen, H. van der Marel, F. Mignard, C. A. Murray, R. S. Le Poole, H. Schrijver, C. Turon, F. Arenou, M. Froeschlé, C. S. Petersen (1997). “The HIPPARCOS Catalogue”. 《Astronomy and Astrophysics》 323: L49–L52. 2007년 5월 14일에 확인함.
15. ↑  Majewski, Steven R. (2006). “Stellar Motions”. University of Virginia. 2012년 1월 25일에 원본 문서에서 보존된 문서. 2007년 5월 14일에 확인함.
16. ↑  Wilson, Ralph Elmer (1953). 《General catalogue of stellar radial velocities》. Carnegie Institution of Washington. 2007년 5월 14일에 확인함.
17. ↑  Burleigh, M. R.; Barstow, M. A.; Bond, H. E.; Holberg, J. B. (1975년 7월 28일 ~ 1975-08-01).  Provencal, J. L.; Shipman, H. L.; MacDonald, J.; Goodchild, S., 편집. 《Resolving Sirius-like Binaries with the Hubble Space Telescope》. San Francisco: Astronomy Society of the Pacific. 222쪽. ISBN 1-58381-058-7. 2007년 2월 27일에 확인함.
18. 1 2  A. Gautschy, H. Saio (1995). “Stellar Pulsations Across The HR Diagram: Part 1”. 《Annual Review of Astronomy and Astrophysics》 33: 75–114. doi:10.1146/annurev.aa.33.090195.000451. 2007년 5월 14일에 확인함.
19. ↑  별의 색깔에 대한 설명은 여기를 보시오: “The Colour of Stars”. Australia Telescope Outreach and Education. 2004년 12월 21일. 2012년 3월 10일에 원본 문서에서 보존된 문서. 2007년 9월 26일에 확인함.
20. ↑  Templeton, Matthew (2004). “Variable Star of the Season: Delta Scuti and the Delta Scuti variables”. AAVSO. 2004년 10월 28일에 원본 문서에서 보존된 문서. 2007년 1월 23일에 확인함.
21. ↑  Smith, Gene (1999년 4월 16일). “Stellar Spectra”. University of California, San Diego Center for Astrophysics & Space Sciences. 2007년 5월 19일에 확인함.
22. ↑  J. G. Mayer, J. Hakkila (1994). “Photometric Effects of Binarity on AM Star Broadband Colors”. 《Bulletin of the American Astronomical Society》 26: 868. 2007년 5월 14일에 확인함.
23. ↑  Anonymous (2005). “Stellar Lifetimes”. Georgia State University. 2007년 2월 26일에 확인함.
24. ↑  Staff (2006년 8월 29일). “White Dwarfs & Planetary Nebulas”. Harvard-Smithsonian Center for Astrophysics. 2007년 6월 9일에 확인함.
25. ↑  Heger, A.; Fryer, C. L.; Woosley, S. E.; Langer, N.; Hartmann, D. H. (2003). “§3, How Massive Single Stars End Their Life”. 《Astrophysical Journal》 591 (1): 288–300. doi:10.1086/375341. 2007년 8월 14일에 확인함.
26. ↑  Seligman, Courtney (2007). “The Mass-Luminosity Diagram and the Lifetime of Main-Sequence Stars”. 2007년 5월 14일에 확인함.
27. ↑  Staff (2006년 8월 29일). “Stellar Evolution - Cycles of Formation and Destruction”. Harvard-Smithsonian Center for Astrophysics. 2006년 8월 10일에 확인함.
28. ↑  Richmond, Michael (2006년 10월 5일). “Late stages of evolution for low-mass stars”. Rochester Institute of Technology. 2007년 6월 7일에 확인함.
29. ↑  Darling, David. “Carbon burning”. The Internet Encyclopedia of Sciencs. 2007년 8월 15일에 확인함.
30. ↑  Savage, D. Jones, T.; Villard, Ray; Watzke, M. (1997년 8월 6일). “Hubble Separates Stars in the Mira Binary System”. HubbleSite News Center. 2007년 3월 1일에 확인함.
31. ↑  Oberhummer, H.; Csótó, A.; Schlattl, H. (2000). “Stellar Production Rates of Carbon and Its Abundance in the Universe”. 《Science》 289 (5476): 88 ~ 90. doi:10.1126/science.289.5476.88. PMID 10884230. 2007년 6월 7일에 확인함.
32. ↑  Iben, Icko, Jr. (1991). “Single and binary star evolution”. 《Astrophysical Journal Supplement Series》 76: 55 ~ 114. doi:10.1086/191565. 2007년 3월 3일에 확인함.
33. ↑  Gil-Pons, P.; García-Berro, E. (2001). “On the formation of oxygen-neon white dwarfs in close binary systems”. 《Astronomy and Astrophysics》 375: 87–99. doi:10.1051/0004-6361:20010828. 2007년 5월 15일에 확인함.
34. ↑  Woosley, S. E.; Heger, A. (2002). “The Evolution and Explosion of Massive Stars” (PDF). 《Reviews of Modern Physics》 74 (4): 1015–1071. doi:10.1103/RevModPhys.74.1015. 2007년 9월 29일에 원본 문서 (PDF)에서 보존된 문서. 2007년 5월 30일에 확인함.
35. ↑  Holberg, J. B.; Barstow, M. A.; Bruhweiler, F. C.; Cruise, A. M.; Penny, A. J. (1998). “Sirius B: A New, More Accurate View”. 《The Astrophysical Journal》 497 (2): 935–942. doi:10.1086/305489. 2007년 5월 15일에 확인함.
36. ↑  “Estimating Stellar Parameters from Energy Equipartition”. ScienceBits. 2007년 5월 15일에 확인함.
37. ↑  Imamura, James N. (1995년 2월 24일). “Cooling of White Dwarfs”. University of Oregon. 2007년 5월 2일에 원본 문서에서 보존된 문서. 2013년 2월 14일에 확인함.
38. ↑  K. A. Postnov, L. R. Yungelson (2006). “The Evolution of Compact Binary Star Systems”. Living Reviews in Relativity. 2007년 9월 26일에 원본 문서에서 보존된 문서. 2007년 5월 16일에 확인함.
39. ↑  Malatesta, K.; Davis, K. (2001년 5월). “Variable Star Of The Month: A Historical Look at Novae”. AAVSO. 2003년 11월 6일에 원본 문서에서 보존된 문서. 2007년 5월 20일에 확인함.
40. 1 2  Malatesta, Kerri (2000년 05월). “Variable Star Of The Month—May, 2000: RS Ophiuchi”. AAVSO. 2003년 7월 5일에 원본 문서에서 보존된 문서. 2007년 5월 15일에 확인함.
41. ↑  Hendrix, Susan (2007년 7월 20일). “Scientists see Storm Before the Storm in Future Supernova”. NASA. 2007년 5월 25일에 확인함.
42. ↑  Langer, N.; Deutschmann, A.; Wellstein, S.; Höflich, P. (2000). “The evolution of main sequence star + white dwarf binary systems towards Type Ia supernovae”. 《Astronomy and Astrophysics》 362: 1046–1064. 2007년 5월 20일에 확인함.
43. ↑  Langer, N.; Yoon, S.-C.; Wellstein, S.; Scheithauer, S.; (2002).  Gänsicke, B. T.; Beuermann, K.; Rein, K., 편집. “On the evolution of interacting binaries which contain a white dwarf”. 《The Physics of Cataclysmic Variables and Related Objects, ASP Conference Proceedings》 (San Francisco, California: Astronomical Society of the Pacific): 252. Bibcode:2002ASPC..261..252L.
44. ↑  Di Stefano, Rosanne (1996년 2월 28일 ~ 1996-03-01).  J. Greiner, 편집. 《Luminous Supersoft X-Ray Sources as Progenitors of Type Ia Supernovae》. Garching, Germany: Springer-Verlag. ISBN 3-540-61390-0. 2007년 10월 23일에 원본 문서 (PDF)에서 보존된 문서. 2007년 5월 19일에 확인함.
45. ↑  Fryer, C. L.; New, K. C. B. (2006년 1월 24일). “2.1 Collapse scenario”. 《Gravitational Waves from Gravitational Collapse》. Max-Planck-Gesellschaft. 2007년 6월 7일에 확인함.
46. ↑  Staff (2006년 8월 29일). “Stellar Evolution - Cycles of Formation and Destruction”. Harvard-Smithsonian Center for Astrophysics. 2006년 8월 10일에 확인함.
47. ↑  Richmond, Michael (2005년 4월 8일), 《Will a Nearby Supernova Endanger Life on Earth?》, 2007년 3월 6일에 원본 문서 (TXT)에서 보존된 문서, 2006년 3월 30일에 확인함
48. ↑  Beech, Martin (2011). “The past, present and future supernova threat to Earth’s biosphere”. 《Astrophysics and Space Science》 (Springer). Bibcode:2011Ap&SS.336..287B. doi:10.1007/s10509-011-0873-9. 2011년 11월 15일에 확인함.[깨진 링크(과거 내용 찾기)]
49. ↑  Hansen, Brad M. S. (2003). “Type Ia Supernovae and High-Velocity White Dwarfs”. 《The Astrophysical Journal》 582 (2): 915–918. arXiv:astro-ph/0206152. Bibcode:2002astro.ph..6152H. doi:10.1086/344782.
50. ↑  Marietta, E.; Burrows, A.; Fryxell, B. (2000). “Type Ia Supernova Explosions in Binary Systems: The Impact on the Secondary Star and Its Consequences”. 《The Astrophysical Journal Supplement Series》 128 (2): 615–650. arXiv:astro-ph/9908116. Bibcode:2000ApJS..128..615M. doi:10.1086/313392.
51. ↑  Staff (2006년 9월 7일). “Introduction to Supernova Remnants”. NASA/Goddard. 2020년 5월 28일에 원본 문서에서 보존된 문서. 2007년 5월 20일에 확인함.

## 관측
이 항성계는 1862년에 《본소천성표》(독일어: Bonner Durchmusterung)에서 “BD +18°4794B”라는 이름을 받았다. 이후 1908년에는 피커링이 《개정 하버드 광도측정성표》(Harvard Revised Photometry Catalogue)에 “HR 8210”라는 이름으로 기재했다. 이후 프리드리히 빌헬름 아르겔란더가 아르겔란더 명명법에 따라 "페가수스자리 IK"라고 이름붙였으며, 현재 이 명칭이 보편적으로 사용된다.
이 항성의 분광 사진 연구에서 쌍성계 특유의 흡수선 편이가 나타났다. 이 편이는 계를 구성하는 항성들이 관측자의 방향으로 다가왔다가 뒤로 물러나면서 흡수선의 파장에 도플러 효과가 발생할 때 생겨난다. 천문학자들은 이 편이를 측정함으로써 적어도 하나의 항성에 대한 상대적인 궤도 속도를 정할 수 있다. 1927년, 캐나다의 천문학자 윌리엄 에드문드 하퍼가 이 방법을 사용, 페가수스자리 IK의 단선분광쌍성 주기를 측정하고 21.724 일이라는 결과를 얻었다. 또한 하퍼는 궤도이심률을 0.027로 추측했다(후에 추정된 결과는 거의 0에 가까웠으며, 이것은 궤도가 원형이라는 것을 뜻한다). 속도 진폭은 41.5 km/s로 측정되었는데, 이 값은 태양계를 향한 시선에서 페가수스자리 IK A의 최대 속도이기도 하다.
페가수스자리 IK 계까지의 거리는 지구가 태양 주위를 공전하면서 별의 위치가 변하는 것처럼 보이는 연주 시차를 관측하여 측정할 수 있다. 히파르코스 우주선은 매우 정밀한 측정으로 페가수스자리 IK까지의 거리를 약 150 ly(정확도 ±5 ly)으로 추측해 냈다. 또한 히파르코스는 페가수스자리 IK 계의 고유 운동을 측정했다. 고유 운동이란 항성이 우주 공간을 이동하기 때문에 생기는 작은 각운동이다.
이 항성계의 거리와 고유 운동의 조합을 이용해 페가수스자리 IK의 횡방향속도가 16.9 km/s로 측정되었다. 세 번째로 태양에서 바라본 시선 속도는 항성스펙트럼의 평균 적색 편이(또는 청색 편이)를 이용해 계산할 수 있다. 《윌슨 시선 속도 항성 목록》(General Catalogue of Stellar Radial Velocities)에는 이 항성계의 시선 속도가 -11.4 km/s로 등재되어 있다. 두 값을 조합하면 태양에 대한 상대적 공간 속도는 20.4 km/s로 얻어진다.
허블 우주 망원경이 쌍성계를 구성하는 두 항성을 각각 촬영하려 했지만 두 항성의 거리가 너무 가까워 구별할 수 없었다. 1998년에는 극자외선 우주 망원경을 이용한 보다 정확한 관측으로 궤도 주기를 21.72168 ± 0.00009 일로 계산해냈다. 이 항성계의 궤도면 경사각은 지구에서 보았을 때 거의 90°에 가까울 것으로 추측된다. 만약 그렇다면 식을 관측할 수도 있을 것이다.
천구에서 페가수스자리 IK 계의 적경과 적위는 각각 21시 26분 26.6624초, +19° 22′ 32.304″이다.

## 페가수스자리 IK A
헤르츠스프룽-러셀 도표(HR 도표)는 항성의 색지수에 대한 광도를 정리한 도표이다. 페가수스자리 IK A는 현재 주계열성의 상태에 있다. 주계열성이란 HR 도표 상에서 거의 선형의 그룹을 이루고 있으며, 수소 핵융합을 하는 항성을 가리키는 용어다. 그와 동시에 페가수스자리 IK A는 HR 도표 상에서 거의 수직인 좁은 띠 위에 존재하며, 이 띠를 불안정띠라고 한다. 이 띠 위에 존재하는 항성들은 일관적으로 진동하여 항성의 광도에 주기적인 맥동을 일으킨다.
맥동이 일어나는 까닭은 항성의 외부 대기 중 일부가 특정 원소들의 불완전한 이온화로 인해 광학적으로 두꺼워 지기 때문이다. 이를 카파 메커니즘(κ-mechanism)이라고 한다. 카파 메커니즘에 관여하는 원자들은 전자를 잃고 이온화 하면서 증가한 에너지를 흡수하는 것으로 보인다. 에너지를 흡수하면 온도가 높아져서 가스가 팽창하였다가, 이온화 정도가 떨어지고 에너지를 잃게 되면 냉각되어 다시 줄어든다. 이러한 순환으로 인해 항성의 대기는 주기적으로 맥동하고, 광도도 변화하게 된다.
주계열을 가로지르는 불안정띠에 위치한 항성들을 방패자리 델타 변광성이라고 부르는데, 변광성인 방패자리 델타가 이 부류의 전형적인 예이기 때문이다. 방패자리 델타 변광성은 일반적으로 분광계급 A2에서 F8까지, 항성광도계급은 III(준거성)에서 V(주계열성)까지 분포해 있다. 이 부류의 변광성들은 0.025 ~ 0.025의 맥동률을 가지는 단주기 변광성이다. 방패자리 델타 변광성은 태양의 구성 원소와 비슷한 성분이 풍부하며(중원소 함량의 항성종족 1 참조) 질량은 1.5 ~ 2.5 M☉이다. 페가수스자리 IK A의 맥동률은 하루에 22.9회(0.044일동안 1회)로 측정되었다.
천문학자들은 헬륨보다 큰 원자 번호를 가진 화학 원소의 존재도로 항성의 중원소함량을 결정한다. 항성의 대기를 분광 분석하여 얻어낸 것을 계산된 항성 모형들에서 기대되는 값과 비교하여 측정한다. 페가수스자리 IK A의 경우, 예상 금속 존재도는 [M/H] = +0.07 ± 0.20이다. 이 값은 수소(H)에 대한 금속 원소들(M)의 비율의 대수에서 태양의 금속 비율의 대수를 빼서 구한다. 만약 항성의 금속 존재도가 태양의 것과 일치하면 이 값은 0 이 된다. 대수 값이 0.07인 경우 실제 금속 비율은 1.17에 해당한다. 즉, 태양의 금속 비율을 1로 하였을 때, 태양보다 금속 원소가 약 17% 더 많다. 그러나 이러한 계산은 오차 범위가 상대적으로 크다는 문제점이 있다.
페가수스자리 IK A같은 A형 주계열성의 스펙트럼에서는 393.9 nm 파장에서 나타나는 이온화된 칼슘의 K선 등 이온화된 금속들의 흡수선과 함께 수소의 발머선이 두드러지게 나타난다. 페가수스자리 IK A의 스펙트럼은 "한계 Am"(Am:)으로 분류되는데, 이것은 분광형이 A형 항성의 분광 특징을 나타내지만 가장자리에 금속선이 나타난다는 것을 의미한다. 즉, 이 항성의 대기는 일반적인 금속 동위 원소의 흡수선보다 약간(하지만 이례적으로) 더 잘 나타난다. Am 분광형의 항성은 일반적으로 질량이 비슷한 항성들이 쌍성계를 이루고 있는 것들인데, 페가수스자리 IK도 그러하다.
A형 분광형의 항성들은 태양보다 뜨겁고 무겁다. 그러나 주계열상에 머무르는 기간은 그만큼 짧아져 결과적으로 수명이 태양보다 짧다. 1.65 M☉의 페가수스자리 IK A와 비슷한 질량을 가진 항성이 주계열성의 상태로 머무르는 기간은 2 ~ 3 × 109 년 정도로, 현재 태양 나이의 절반 정도이다.
질량의 측면에서 보면, 상대적으로 젋은 알타이르가 페가수스자리 IK A와 비슷한 항성 중 태양에서 가장 가까이 있는 항성이다. 알타이르의 질량은 약 1.7 M☉이다. 전체 쌍성계는 근처의 시리우스 항성계와 몇가지 유사점이 있는데, 시리우스도 A형 항성과 백색 왜성이 쌍성계를 이루고 있다. 하지만 시리우스 A가 페가수스자리 IK A보다 질량이 더 나가고 동반성의 궤도도 반장축이 20 AU로 더 크다.

## 페가수스자리 IK B
IK A의 동반성은 고밀도의 백색 왜성이다. 이 부류의 항성체는 항성 진화상에서 수명의 끝에 다다른 별이며, 더 이상 핵융합을 이용해 에너지를 생성하지 못한다. 대신 통상의 백색 왜성은 꾸준히 저장된 열과 같은 초과 에너지를 방출하고 있으며 그 결과 수십억 년의 세월에 걸쳐 서서히 식고 어두워져 간다.

### 항성 진화
중소 질량(11 M☉ 이하)의 항성들은 대부분 핵융합 연로를 모두 소진하고 백색 왜성으로서 그 최후를 맞이한다. 항성들은 일생 대부분을 주계열성 상태에서 에너지를 소비한다. 주계열 상태에서 보내는 시간은 항성의 질량에 따라 결정되어, 질량이 증가할수록 수명은 감소한다. 요컨대 페가수스자리 IK B가 동반성 A보다 먼저 백색 왜성으로 진화하기 위해서는 B의 질량이 A보다 컸어야 한다. 페가수스자리 IK B의 옛날 질량은 6 ~ 10 M☉ 정도였을 것으로 추측된다.
페가수스자리 IK B의 원형 별은 핵의 수소 연료를 모두 소모하고 적색 거성으로 진화했다. 핵의 안쪽은 중심핵을 둘러싼 껍질에서 수소 핵융합이 일어날 때까지 찌그러들었다. 온도가 올라감에 따라 항성의 외피는 주계열성 때의 반지름의 백여 배로 부풀어올랐고, 이후 핵이 헬륨 핵융합이 일어날 수 있는 온도와 압력에 도달한 항성은 짜부라들어 H-R 도표상에서 거의 수평한 선을 이루는 항성들의 범주인 수평가지항성(HB)으로 변했다. 헬륨 핵융합의 결과 핵에는 탄소와 산소가 쌓였다. 핵의 헬륨마저 모두 소모되고 항성은 점근거성가지항성(AGB, H-R 도표에서 오른쪽 위에 위치한다)으로 변화했다. 만약 항성의 질량이 충분했다면 탄소 핵융합이 일어나 산소, 네온, 마그네슘을 만들어냈을 것이다.
적색 거성이나 AGB 항성의 외피는 태양의 수백배까지 부풀어 오르는데, AGB 항성 미라의 경우 그 반지름이 약 5 × 108 km (3 AU)나 된다. 이 수치는 현재 페가수스자리 IK를 구성하는 두 항성 A와 B 사이의 평균 거리의 범위를 훨씬 넘어서기 때문에 이 기간동안 두 항성은 외피층을 공유했을 것이다. 그 결과, 페가수스자리 IK A의 외부 대기의 동위원소들이 강화되었을 것이다.
산소-탄소(또는 산소-마그네슘-네온)의 핵이 형성되고 얼마 뒤 핵을 중심으로 두 개의 껍질부에서 열핵반응융합이 일어난다. 수소는 가장 바깥쪽의 껍질에서 불타기 시작하고, 핵의 주위에서는 헬륨이 핵융합을 일으킨다. 그러나 이 이중 껍질 단계는 불안정하기 때문에 열적 펄스를 일으키고, 그 결과 항성의 외피층에서 대량의 물질 분출이 일어난다. 분출된 물질들은 막대한 양의 물질구름을 형성하는데, 이것을 행성상 성운이라고 부른다. 수소 외피의 일부 파편을 제외한 모든 물질들이 항성에서 날아가고, 원래 핵을 구성했던 찌꺼기들이 남아 백색 왜성이 된다.

### 구성과 구조
페가수스자리 IK B의 내부는 거의 모두가 탄소와 산소로 이루어진 것 같다. 또는 B가 진화과정에서 탄소 연소를 거쳤다면 산소와 네온의 핵과 함께 탄소와 산소로 이루어진 맨틀을 가지고 있을 것이다. 둘 중 어느 경우든 IK B는 항성 분류상에서 DA형으로 분류되기 때문에 가장 바깥층에 거의 순수한 수소로 이루어진 대기층이 있을 것이다. 또한 높은 원자 질량 때문에 외피부의 헬륨은 수소층 아래로 가라앉아 있는 것으로 보인다. 전자 축퇴압은 주어진 부피 속에 채워질 수 있는 물질의 양을 제한하는 양자역학적 효과로, 이 힘이 IK의 전체 질량을 유지시키고 있다.
페가수스자리 IK B의 질량은 약 1.15 M☉으로 추측되며, 이는 백색 왜성 중에서도 질량이 큰 편이다. 아직 그 반지름을 정확히 관측한 바는 없지만 백색 왜성의 질량과 반경 사이의 이론적 관계를 통해 태양반경의 약 0.6%(지구반경의 66%)로 추측해낼 수 있다.(태양반경의 0.72%라는 연구결과도 있기 때문에 이 결과에는 어느 정도의 오차가 포함된 것으로 보인다) 따라서 이 항성은 지구보다 작은 부피에 태양보다 큰 질량이 쑤셔넣어져 있으며 그 결과 극도의 고밀도 환경이 형성된다.
육중하고 조밀한 백색 왜성은 매우 큰 표면 중력을 형성한다. 천문학자들은 중력의 상용로그를 취해 그 값을 CGS 단위계로 나타내 log g라고 한다. 페가수스자리 IK B의 log g는 8.95이다. 그에 비해 지구의 log g는 2.99이다. 즉, 페가수스자리 IK의 표면 중력은 지구의 중력의 90만 배 이상에 달한다.
페가수스자리 IK B의 표면 온도는 약 35,500 ± 1,500 K으로 추측되며, 강력한 자외선 복사를 내보내고 있다. 정상적인 상태가 지속되면 이 백색 왜성은 수십억 년 이상의 기간동안 식어갈 것이며 반지름은 거의 변하지 않은 상태로 남을 것이다.

## 페가수스자리 IK의 미래
1993년에 데이비드 워나코트, 배리 J. 켈레트, 그리고 데이비드 J. 스트릭랜드는 페가수스자리 IK 항성계가 Ia형 초신성이나 격변 변광성으로 진화할 후보인 것으로 확인했다. 불과 150 광년 떨어져 있는 페가수스자리 IK는 지금까지 알려진 것들 중 지구에 가장 가까운 초신성 후보이다. 그러나, 페가수스자리 IK가 초신성으로 변화할 환경이 만들어질 때쯤이면, 이 항성계는 지구에서 꽤 먼 곳으로 이동할 것이다. 그래도 아직 위험의 소지가 남아 있기는 하다.
미래의 어느 시점이 되면 페가수스자리 IK A는 자신의 중심부에 있는 수소 연료를 다 써버린 뒤 주계열을 벗어나 적색 거성으로 진화할 것이다. 적색 거성으로 진화함으로써 A의 부피는 원래 반경의 100 배 이상으로 늘어날 것이다. 페가수스자리 IK A가 동반성의 로슈엽으로 외피가 흘러들어갈 정도로 부풀어 오르면 기체 상태의 강착 원반이 페가수스자리 IK B의 주위로 형성될 것이다. 주로 수소와 헬륨으로 이루어진 이 기체는 서서히 B의 표면에 흡수되어갈 것이고 이 질량 이동 때문에 두 항성 간의 상호 궤도는 오그라들 것이다.
백색 왜성 B의 표면에서는 부착된 기체가 압축되고 뜨거워질 것이다. 부착된 기체가 수소 핵융합이 일어날 수 있는 환경에 다다르면, 열폭주가 일어나 기체 일부가 표면에서 달아날 것이다. 이렇게 되면 정기적으로 일어나는 신성 폭발, 즉 격변 변광성이 되고, 백색 왜성 B의 광도는 급격히 상승하여 수일 또는 수 개월의 주기를 가지고 실시등급의 변화가 있을 것이다. 이렇게 적색 거성과 백색 왜성이 쌍성계를 이루는 항성계의 형태를 뱀주인자리 RS 쌍성계라고 부른다. 뱀주인자리 RS는 정기적인 신성이 되어 최소 6번 폭발했으며, 그때마다 폭주 폭발을 일으키기 위해 필용한 만큼의 임계량의 수소가 부착되었을 것이다. 페가수스자리 IK B도 비슷한 패턴을 겪을 것이다. 하지만 질량을 축적시키기 위해서 부착된 기체의 일부만 분출될 것이고 매 주기마다 백색 왜성 B의 질량은 꾸준히 증가할 것이다. 그러므로 되풀이하며 신성으로서 폭발해도 페가수스자리 IK B의 외피는 계속해서 성장할 것이다.
백색 왜성이 신성으로 폭발하지 않고 서서히 질량을 축적하는 모형을 근접쌍성 초연엑스선원(Close-binary Super soft X-ray Source, CBSS) 모형이라고 부른다. 이 시나리오에서는 이웃 별에서 백색 왜성으로 질량이 이동하는 비율이, 이동한 수소를 열핵융합으로 소비하여 헬륨을 생산함으로써, 별 표면에서 융합 연소가 꾸준히 일어날 수 있을 정도로 유지된다. 이런 초연원(super-soft sources)의 종류로는 표면 온도가 매우 높고(0.5 × 106 ~ 1 × 106 켈빈) 큰 질량을 가진 백색 왜성들이 꼽힌다.
백색 왜성의 질량이 1.44 M☉의 찬드라세카르 한계에 가까워지면 더 이상 그 형체가 전자 축퇴압으로 유지되지 못하고 붕괴하게 된다. 핵이 주로 산소, 네온, 마그네슘으로 이루어진 경우 붕괴한 백색 왜성은 중성자별이 된다. 이 경우 항성 질량의 일부만이 분출될 것이다. 그러나 핵이 주로 탄소로 이루어져 있다면 증가하는 압력과 온도 때문에 찬드라세카르 한계에 도달하기 전에 중심에서 탄소 핵융합이 시작된다. 그 결과, 항성은 짧은 시간동안 자기 대부분을 소비해버리는 핵융합 폭주(runaway nuclear fusion)를 일으킨다. 결국 백색 왜성은 격변 변광성의 굴레를 벗고 Ia형 초신성이 되어 대폭발을 일으킬 것이다.
페가수스자리 IK A가 짧은 시간 안에 적색 거생으로 진화할 것으로 보이지는 않지만, 이런 초신성 폭발은 지구의 생명체에게도 위협을 끼칠 수 있다. 앞에서 살펴봤다시피, 이 별의 태양에 대한 상대 공간 속도는 20.4 km/s이다. 이 정도 속도라면 14,700년마다 1 광년씩 움직이게 될 것이고, 5백만 년 정도 시간이 흐른 뒤에는 이 별은 태양에서 500 광년 이상 떨어져 있을 것이다. Ia형 초신성이 1천 파섹(3,300 광년) 이내에서 폭발하면 지구에 어떤 영향을 미칠 것 같지만, 육상 생물권에 구체적인 피해를 입히려면 10 파섹(약 30 광년)이내에서 폭발해야 한다.
초신성이 폭발하면, 페가수스자리 IK A의 잔해는 쌍성계를 이루고 있던 때의 최종 속도를 계속해서 가지게 된다. 이로 인한 상대 속도는 100~200 km/h 정도로 매우 빠르며, 우리 은하에서 가장 속도가 빠른 천체 중 하나가 될 것이다. 동반성인 백색 왜성도 폭발로 인해 질량을 일부 소실하고, 우주 공간으로 퍼져 나가는 초신성 잔해들 사이에 일종의 틈새를 만들 것이다. 그렇게 되면 페가수스자리 IK B는 홀로 남아 단일 백색 왜성이 될 것이다. 한편, IK A의 초신성 폭발로 만들어진 초신성 잔해는 계속해서 우주 공간으로 확산되고, 결과적으로 주위를 둘러싼 성간 매질과 하나가 되어 사라질 것이다.

## 같이 보기
- 항성 목록

### 내용주
1. ↑  《본소천성표》는 1859년부터 1903년까지 본 천문대에서 작성한 소천성표이다. - Bonner Durchmusterung 보관됨 2007-04-10 - 웨이백 머신 at VizieR Service, Centre de Données astronomiques de Strasbourg
2. ↑  알짜 고유 운동은 다음과 같다:
{\displaystyle {\begin{smallmatrix}\mu ={\sqrt {{\mu _{\delta }}^{2}+{\mu _{\alpha }}^{2}\cdot \cos ^{2}\delta }}=77.63\,\end{smallmatrix}}} mas/y.
여기서 {\displaystyle \mu _{\alpha }}와 {\displaystyle \mu _{\delta }}는 각각 적경과 적위의 고유 운동의 분력이다. 이에 따른 횡방향속도는 다음과 같다:
{\displaystyle {\begin{smallmatrix}V_{t}=\mu \cdot 4.74d\,(\operatorname {pc} )=16.9\,\end{smallmatrix}}} km.
여기서 {\displaystyle d}는 거리로, 단위는 파섹이다.[6]
3. ↑  피타고라스의 정리에 의해 알짜 속도는 다음과 같다:

{\displaystyle {\begin{smallmatrix}V={\sqrt {{V_{r}}^{2}+{V_{t}}^{2}}}={\sqrt {11.4^{2}+16.9^{2}}}=20.4\,\end{smallmatrix}}} km/s.
여기서 {\displaystyle V_{r}}는 시선 속도이고, {\displaystyle V_{t}}는 횡방향속도이다.
4. ↑  적색 거성의 껍질부에서 삼중 알파 반응에 의해 갑자기 많은 양의 에너지가 방출되는 현상.
5. ↑  백색 왜성들의 평균 질량은 0.58 M☉ 근처에 좁게 분포되어 있다.[32] 1 M☉ 이상의 질량을 갖는 백색 왜성들은 전체 백색 왜성의 2%에 불과하다.
6. ↑  {\displaystyle {\begin{smallmatrix}R_{\star }=0.006\cdot (6.96\times 10^{8})\,{\mbox{m}}\;\approx 4,200\,\end{smallmatrix}}} km.
7. ↑  지구의 표면 중력은 9.780 m/s2, 또는 cgs 단위계로 978.0 cm/s2이다. 고로:

{\displaystyle {\begin{smallmatrix}\log \ \operatorname {g} =\log \ 978.0=2.99\end{smallmatrix}}}
중력의 대수값의 비율은 8.95 - 2.99 = 5.96. 고로:

{\displaystyle {\begin{smallmatrix}10^{5.96}\approx 912,000\end{smallmatrix}}}
8. ↑  빈의 변위법칙에 따르면, 이 온도에서 흑체의 최대 방사 파장은:

{\displaystyle {\begin{smallmatrix}\lambda _{b}=(2.898\times 10^{6}\operatorname {nm\ K} )/(35,500\ \operatorname {K} )\approx 82\,\end{smallmatrix}}} nm
으로, 전자기 스펙트럼의 원자외선 부분에 해당한다.

### 참조주
1. ↑  Pickering, Edward Charles (1908). “Revised Harvard photometry : a catalogue of the positions, photometric magnitudes and spectra of 9110 stars, mainly of the magnitude 6.50, and brighter observed with the 2 and 4-inch (100 mm) meridian photometers”. 《Annals of the Astronomical Observatory of Harvard College》 50: 182. 2007년 5월 14일에 확인함.
2. ↑  Staff. “Spectroscopic Binaries”. University of Tennessee. 2007년 6월 9일에 확인함.
3. 1 2 3
4. ↑  Harper, W. E. (1927). “The orbits of A Persei and HR 8210”. 《Publications of the Dominion Astrophysical Observatory》 4: 161–169. 2007년 5월 14일에 확인함.
5. ↑  M. A. C. Perryman, L. Lindegren, J. Kovalevsky, E. Hoeg, U. Bastian, P. L. Bernacca, M. Crézé, F. Donati, M. Grenon, F. van Leeuwen, H. van der Marel, F. Mignard, C. A. Murray, R. S. Le Poole, H. Schrijver, C. Turon, F. Arenou, M. Froeschlé, C. S. Petersen (1997). “The HIPPARCOS Catalogue”. 《Astronomy and Astrophysics》 323: L49–L52. 2007년 5월 14일에 확인함.
6. ↑  Majewski, Steven R. (2006). “Stellar Motions”. University of Virginia. 2012년 1월 25일에 원본 문서에서 보존된 문서. 2007년 5월 14일에 확인함.
7. ↑  Wilson, Ralph Elmer (1953). 《General catalogue of stellar radial velocities》. Carnegie Institution of Washington. 2007년 5월 14일에 확인함.
8. ↑  Burleigh, M. R.; Barstow, M. A.; Bond, H. E.; Holberg, J. B. (1975년 7월 28일 ~ 1975-08-01).  Provencal, J. L.; Shipman, H. L.; MacDonald, J.; Goodchild, S., 편집. 《Resolving Sirius-like Binaries with the Hubble Space Telescope》. San Francisco: Astronomy Society of the Pacific. 222쪽. ISBN 1-58381-058-7. 2007년 2월 27일에 확인함.
9. ↑  Vennes, S.; Christian, D. J.; Thorstensen, J. R. (1998). “Hot White Dwarfs in the Extreme-Ultraviolet Explorer Survey. IV. DA White Dwarfs with Bright Companions”. 《The Astrophysical Journal》 502 (2): 763–787. doi:10.1086/305926. 2008년 9월 16일에 확인함.[깨진 링크(과거 내용 찾기)]
10. 1 2 3
11. 1 2  A. Gautschy, H. Saio (1995). “Stellar Pulsations Across The HR Diagram: Part 1”. 《Annual Review of Astronomy and Astrophysics》 33: 75–114. doi:10.1146/annurev.aa.33.090195.000451. 2007년 5월 14일에 확인함.
12. ↑  별의 색깔에 대한 설명은 여기를 보시오: “The Colour of Stars”. Australia Telescope Outreach and Education. 2004년 12월 21일. 2012년 3월 10일에 원본 문서에서 보존된 문서. 2007년 9월 26일에 확인함.
13. ↑  Templeton, Matthew (2004). “Variable Star of the Season: Delta Scuti and the Delta Scuti variables”. AAVSO. 2004년 10월 28일에 원본 문서에서 보존된 문서. 2007년 1월 23일에 확인함.
14. 1 2 3
15. ↑  Smith, Gene (1999년 4월 16일). “Stellar Spectra”. University of California, San Diego Center for Astrophysics & Space Sciences. 2007년 5월 19일에 확인함.
16. ↑  Kurtz, D. W. (1978). “Metallicism and pulsation - The marginal metallic line stars”. 《Astrophysical Journal》 221: 869–880. doi:10.1086/156090. 2007년 5월 14일에 확인함.
17. ↑  J. G. Mayer, J. Hakkila (1994). “Photometric Effects of Binarity on AM Star Broadband Colors”. 《Bulletin of the American Astronomical Society》 26: 868. 2007년 5월 14일에 확인함.
18. ↑  Anonymous (2005). “Stellar Lifetimes”. Georgia State University. 2007년 2월 26일에 확인함.
19. ↑  Staff (2006년 8월 29일). “White Dwarfs & Planetary Nebulas”. Harvard-Smithsonian Center for Astrophysics. 2007년 6월 9일에 확인함.
20. ↑  Heger, A.; Fryer, C. L.; Woosley, S. E.; Langer, N.; Hartmann, D. H. (2003). “§3, How Massive Single Stars End Their Life”. 《Astrophysical Journal》 591 (1): 288–300. doi:10.1086/375341. 2007년 8월 14일에 확인함.
21. ↑  Seligman, Courtney (2007). “The Mass-Luminosity Diagram and the Lifetime of Main-Sequence Stars”. 2007년 5월 14일에 확인함.
22. ↑  Staff (2006년 8월 29일). “Stellar Evolution - Cycles of Formation and Destruction”. Harvard-Smithsonian Center for Astrophysics. 2006년 8월 10일에 확인함.
23. ↑  Richmond, Michael (2006년 10월 5일). “Late stages of evolution for low-mass stars”. Rochester Institute of Technology. 2007년 6월 7일에 확인함.
24. ↑  Darling, David. “Carbon burning”. The Internet Encyclopedia of Sciencs. 2007년 8월 15일에 확인함.
25. ↑  Savage, D. Jones, T.; Villard, Ray; Watzke, M. (1997년 8월 6일). “Hubble Separates Stars in the Mira Binary System”. HubbleSite News Center. 2007년 3월 1일에 확인함.
26. ↑  Oberhummer, H.; Csótó, A.; Schlattl, H. (2000). “Stellar Production Rates of Carbon and Its Abundance in the Universe”. 《Science》 289 (5476): 88 ~ 90. doi:10.1126/science.289.5476.88. PMID 10884230. 2007년 6월 7일에 확인함.
27. ↑  Iben, Icko, Jr. (1991). “Single and binary star evolution”. 《Astrophysical Journal Supplement Series》 76: 55 ~ 114. doi:10.1086/191565. 2007년 3월 3일에 확인함.
28. ↑  Gil-Pons, P.; García-Berro, E. (2001). “On the formation of oxygen-neon white dwarfs in close binary systems”. 《Astronomy and Astrophysics》 375: 87–99. doi:10.1051/0004-6361:20010828. 2007년 5월 15일에 확인함.
29. ↑  Woosley, S. E.; Heger, A. (2002). “The Evolution and Explosion of Massive Stars” (PDF). 《Reviews of Modern Physics》 74 (4): 1015–1071. doi:10.1103/RevModPhys.74.1015. 2007년 9월 29일에 원본 문서 (PDF)에서 보존된 문서. 2007년 5월 30일에 확인함.
30. 1 2 3 4  Barstow, M. A.; Holberg, J. B.; Koester, D. (1994). “Extreme Ultraviolet Spectrophotometry of HD16538 and HR:8210 Ik-Pegasi”. 《Monthly Notices of the Royal Astronomical Society》 270 (3): 516. 2007년 5월 15일에 확인함.
31. ↑  Holberg, J. B.; Barstow, M. A.; Bruhweiler, F. C.; Cruise, A. M.; Penny, A. J. (1998). “Sirius B: A New, More Accurate View”. 《The Astrophysical Journal》 497 (2): 935–942. doi:10.1086/305489. 2007년 5월 15일에 확인함.
32. ↑  “Estimating Stellar Parameters from Energy Equipartition”. ScienceBits. 2007년 5월 15일에 확인함.
33. ↑  Imamura, James N. (1995년 2월 24일). “Cooling of White Dwarfs”. University of Oregon. 2007년 5월 2일에 원본 문서에서 보존된 문서. 2013년 2월 14일에 확인함.
34. ↑  K. A. Postnov, L. R. Yungelson (2006). “The Evolution of Compact Binary Star Systems”. Living Reviews in Relativity. 2007년 9월 26일에 원본 문서에서 보존된 문서. 2007년 5월 16일에 확인함.
35. ↑  Malatesta, K.; Davis, K. (2001년 5월). “Variable Star Of The Month: A Historical Look at Novae”. AAVSO. 2003년 11월 6일에 원본 문서에서 보존된 문서. 2007년 5월 20일에 확인함.
36. 1 2  Malatesta, Kerri (2000년 05월). “Variable Star Of The Month—May, 2000: RS Ophiuchi”. AAVSO. 2003년 7월 5일에 원본 문서에서 보존된 문서. 2007년 5월 15일에 확인함.
37. ↑  Hendrix, Susan (2007년 7월 20일). “Scientists see Storm Before the Storm in Future Supernova”. NASA. 2007년 5월 25일에 확인함.
38. ↑  Langer, N.; Deutschmann, A.; Wellstein, S.; Höflich, P. (2000). “The evolution of main sequence star + white dwarf binary systems towards Type Ia supernovae”. 《Astronomy and Astrophysics》 362: 1046–1064. 2007년 5월 20일에 확인함.
39. ↑  Langer, N.; Yoon, S.-C.; Wellstein, S.; Scheithauer, S.; (2002).  Gänsicke, B. T.; Beuermann, K.; Rein, K., 편집. “On the evolution of interacting binaries which contain a white dwarf”. 《The Physics of Cataclysmic Variables and Related Objects, ASP Conference Proceedings》 (San Francisco, California: Astronomical Society of the Pacific): 252. Bibcode:2002ASPC..261..252L.
40. ↑  Di Stefano, Rosanne (1996년 2월 28일 ~ 1996-03-01).  J. Greiner, 편집. 《Luminous Supersoft X-Ray Sources as Progenitors of Type Ia Supernovae》. Garching, Germany: Springer-Verlag. ISBN 3-540-61390-0. 2007년 10월 23일에 원본 문서 (PDF)에서 보존된 문서. 2007년 5월 19일에 확인함.
41. ↑  Fryer, C. L.; New, K. C. B. (2006년 1월 24일). “2.1 Collapse scenario”. 《Gravitational Waves from Gravitational Collapse》. Max-Planck-Gesellschaft. 2007년 6월 7일에 확인함.
42. ↑  Staff (2006년 8월 29일). “Stellar Evolution - Cycles of Formation and Destruction”. Harvard-Smithsonian Center for Astrophysics. 2006년 8월 10일에 확인함.
43. ↑  Richmond, Michael (2005년 4월 8일), 《Will a Nearby Supernova Endanger Life on Earth?》, 2007년 3월 6일에 원본 문서 (TXT)에서 보존된 문서, 2006년 3월 30일에 확인함
44. ↑  Beech, Martin (2011). “The past, present and future supernova threat to Earth’s biosphere”. 《Astrophysics and Space Science》 (Springer). Bibcode:2011Ap&SS.336..287B. doi:10.1007/s10509-011-0873-9. 2011년 11월 15일에 확인함.[깨진 링크(과거 내용 찾기)]
45. ↑  Hansen, Brad M. S. (2003). “Type Ia Supernovae and High-Velocity White Dwarfs”. 《The Astrophysical Journal》 582 (2): 915–918. arXiv:astro-ph/0206152. Bibcode:2002astro.ph..6152H. doi:10.1086/344782.
46. ↑  Marietta, E.; Burrows, A.; Fryxell, B. (2000). “Type Ia Supernova Explosions in Binary Systems: The Impact on the Secondary Star and Its Consequences”. 《The Astrophysical Journal Supplement Series》 128 (2): 615–650. arXiv:astro-ph/9908116. Bibcode:2000ApJS..128..615M. doi:10.1086/313392.
47. ↑  Staff (2006년 9월 7일). “Introduction to Supernova Remnants”. NASA/Goddard. 2020년 5월 28일에 원본 문서에서 보존된 문서. 2007년 5월 20일에 확인함.